# ダビデスリング (ミサイル)
ダビデスリング、ダビデ・スリング (David's Sling、ヘブライ語:קלע דוד ローマ字: Kela David) はマジックワンドやデービットスリングと言われているラファエル・アドバンスド・ディフェンス・システムズとレイセオンが共同開発した迎撃ミサイルである。
射程は40〜300kmである。イスラエル国防軍のパトリオットミサイル、ホークミサイルの後継とされている。ダビデスリングはイスラエル国防軍が構築する多層防空システムの一角を担っており、アロー2/3、アイアンドーム、アイアンビームと共にイスラエル上空を防空している。

## 開発
ダビデスリングの迎撃ミサイルは2段式で、機首先端にレーダーと電気光学センサーの2つの照準誘導システムを搭載している。2006年、ラファエルは射程70～250km（43～155マイル）の中・長距離ロケットの脅威に対抗する防衛システムの開発を受注した。イスラエルがアメリカ合衆国から提供された資金援助を利用してシステムをさらに開発し、製造できるようにするため、ミサイル発射ユニットと全体的なロジスティック・システムを開発し、迎撃ミサイルの開発でラファエルを支援するレイセオンとの共同開発が決定した。レイセオンの公式では、迎撃ミサイルは「スタナー」と呼ばれている。2012年11月の予定ではダビデスリングは2013年または2014年に運用を開始する予定であった。ダビデスリングのスタナーミサイルは、SPYDERプログラムの改良型Python 5と DERBYシーカーの技術に多くを負っている。
中長距離ロケットを迎撃するために設計されたダビデスリングに加えて、短距離ロケットを迎撃するために設計されたアイアンドームシステム、および弾道ミサイルを迎撃するために設計されたアロー2、3がすでに使用されている。
2012年11月25日、イスラエルはスタナー迎撃ミサイルの発射実験に成功した。イスラエル南部の非公開の砂漠地帯に配置されたダビデスリングは、スタナーミサイルを発射し目標を破壊した。
2014年11月下旬、イスラエル国防軍は、ダビデスリングが間もなく運用開始前の試験期間としてイスラエル周辺の様々な地域に配備されることを明らかにした。最初の試験では、アイアンドームの3倍の射程距離で短・中距離ロケットやミサイルを迎撃する能力に焦点が当てられる。その後、航空機や長距離ミサイル、巡航ミサイルを迎撃する能力をテストするため、さらに2回の試験を受ける必要がある。ダビデスリングは、司令部の指揮統制システムとリンクしており、独自の独立した迎撃管理センターも持っている。
2015年2月、イスラエルはアメリカ合衆国議会に対し、デイビッズ・スリングの製造に2億5,000万米ドルの追加支援を要請した。関係する米国企業には、レイセオン社、バージニア州アーリントンを拠点とするオービタルATK社（現 ノースロップ・グラマン・イノベーション・システムズ）、バージニア州フォールズチャーチを拠点とするノースロップ・グラマン社が含まれる。2015年に他の防衛ウェブサイトが報じたところによると、イスラエルはイスラエル全領域をカバーする、複数の射撃ユニットを制御する2つのシステムを含む調達段階のために1億5,000万米ドルの資金を要求していた。
ダビデスリングは2015年に配備される予定であったが、配備可能なミサイル発射基地のインフラ整備のための予算不足により、運用開始時期が2017年に延期された。
2015年12月21日、ダビデ・スリング・ウェポン・システム（DSWS）は、長距離ロケットと短距離弾道ミサイルのサルボを破壊する能力を実証し、開発試験の最初のブロックを完了した。試験体制が完了し、システムは2016年第1四半期にイスラエル航空宇宙軍に納入される予定であった。ダビデのスリングは、特にロシアの9K720 イスカンデル戦術弾道ミサイル、シリアのKhaibar-1302mmロケット、ヒズボラが使用するイランのFateh-110、Scud-Bなどの脅威に対して、短距離アイアンドームより上、上層大気圏のアロー2より下の領域を保護する。
2017年4月2日、イスラエルと米国の要人が出席してハツォール空軍基地で開催された式典で、ダビデスリング兵器システムの2つのバッテリーが正式に運用開始を宣言され、イスラエルの多層対ミサイル防衛システムの最後の構成要素が作動した。
2000年には空中発射型の開発が進められていた。